# Jacques Lambert
Georges Jacques Lambert (ur. 14 stycznia 1891 w Paryżu, zm. 1947 lub 4 stycznia 1948 tamże) – francuski architekt, dwukrotny medalista Olimpijskiego Konkursu Sztuki i Literatury 1928. 

## Życiorys
Urodził się w 16. dzielnicy Paryża. Jego rodzicami byli: malarz Georges Hippolyte Lambert (1858–1925) i Odile Mathilde Savarre. Od 1911 roku pobierał nauki w École nationale supérieure des beaux-arts w Paryżu, którą ukończył w 1920 roku (praca dyplomowa – Villa Le Parisien in the forest of Fontainebleau). W latach 1926–1942 pracował jako architekt w Paryżu. Przez pewien czas jego współpracownikami byli Gustave Saacké i Pierre Bailly. Na wystawę „1925, quand l'Art Déco séduit le monde”, która odbyła się w Paryżu, zaprojektowali Pavillon des Diamantaires. Są również twórcami Stade Jean-Bouin w Paryżu (w 2010 roku został zburzony i ponownie wybudowany). W 1929 roku został zaproszony do Nowego Jorku, zapoznając się z tamtejszymi parkami i placami zabaw. Członek „Société des architectes diplômés du gouvernement”. 
Jest autorem pracy przedstawiającej widok perspektywiczny na stadion w Wersalu (fr. Vue perspective du Stade de Versailles). Dzięki temu dziełu Lambert zdobył dwa medale w architekturze podczas Olimpijskiego Konkursu Sztuki i Literatury 1928 – srebro w kategorii planów urbanistycznych i brąz w kategorii projektów architektonicznych. Nie odnaleziono jednak dokumentów, które zawierałyby szczegółowe informacje o projekcie Lamberta. W konkursach architektonicznych Lambert zgłosił również projekty kortu tenisowego, krytego kortu tenisowego i budynku klubu golfowego (nie zostały wyróżnione). Laureat licznych nagród krajowych i zdobywca medali konkursów architektonicznych (m.in. nagroda Edmonda Labarre w 1925 roku).
Zmarł w 1947 lub 1948 roku w 17. dzielnicy Paryża i został pochowany na cmentarzu w Neuilly-sur-Seine (spoczął w grobie z ojcem). W 1932 roku został Kawalerem Legii Honorowej, a w 1938 roku Oficerem Legii Honorowej.